# 愛媛県立今治東高等学校
愛媛県立今治東高等学校（えひめけんりついまばりひがしこうとうがっこう）は、愛媛県今治市にあった高等学校である。2008年4月に愛媛県立今治東中等教育学校に統合された。

## 学科
- 全日制
  - 普通科

## 沿革
- 1983年 - 創立
- 2003年 - 愛媛県立今治東中学校と併設、併設型中高一貫校に
- 2006年 - 今治東中学校から今治東中等教育学校改名し、同一学校型中高一貫校に
- 2008年4月 - 愛媛県立今治東中等教育学校へ吸収される

## 出身者
- デイビッド森 - アクション俳優・イラストレーター
- 菅和範 - サッカー選手
- 野間博光 - ミュージシャン（Dr）
- 大沢豪士 -　俳優・モデル
- 大澤誠志郎 - 騎手
- 松木崇 - 政治活動家(桜井誠信奉者)